# Florencio Campomanes
Florencio Campomanes (ur. 22 lutego 1927 w Manili, zm. 3 maja 2010 w Baguio) – filipiński szachista i działacz szachowy, piąty prezydent Międzynarodowej Federacji Szachowej (FIDE) w latach 1982–1995, sędzia klasy międzynarodowej od 1958 roku.

## Życiorys
Zanim objął stanowisko prezydenta, uczestniczył w pracach FIDE, będąc przewodniczącym strefy azjatyckiej w latach 1966–1970 oraz wiceprezydentem ds. Azji w latach 1974–1982. Został uhonorowany przyznaniem organizacji meczu o mistrzostwo świata Karpow–Korcznoj w 1978, który odbył się w Baguio na Filipinach oraz olimpiady szachowej w 1992 w Manili. Największym osiągnięciem Campomanesa był znaczący wzrost zainteresowania szachami w Azji za jego kadencji, a także popularyzacja szachów na całym świecie.
Florencio Campomanes był w latach 1956–1966 pięciokrotnym reprezentantem Filipin na szachowych olimpiadach, w tym raz (1960) na najtrudniejszej, I szachownicy. Łącznie w turniejach olimpijskich zdobył 33 punkty w 80 partiach. Był również dwukrotnym (1956, 1960) indywidualnym mistrzem Filipin. Campomanes zdobył ranking FIDE na jednym z turniejów norweskich, w latach osiemdziesiątych, ale nie wyraził zgody na opublikowanie swojego nazwiska na liście rankingowej FIDE.